# Kvarteret Tennhjärtat

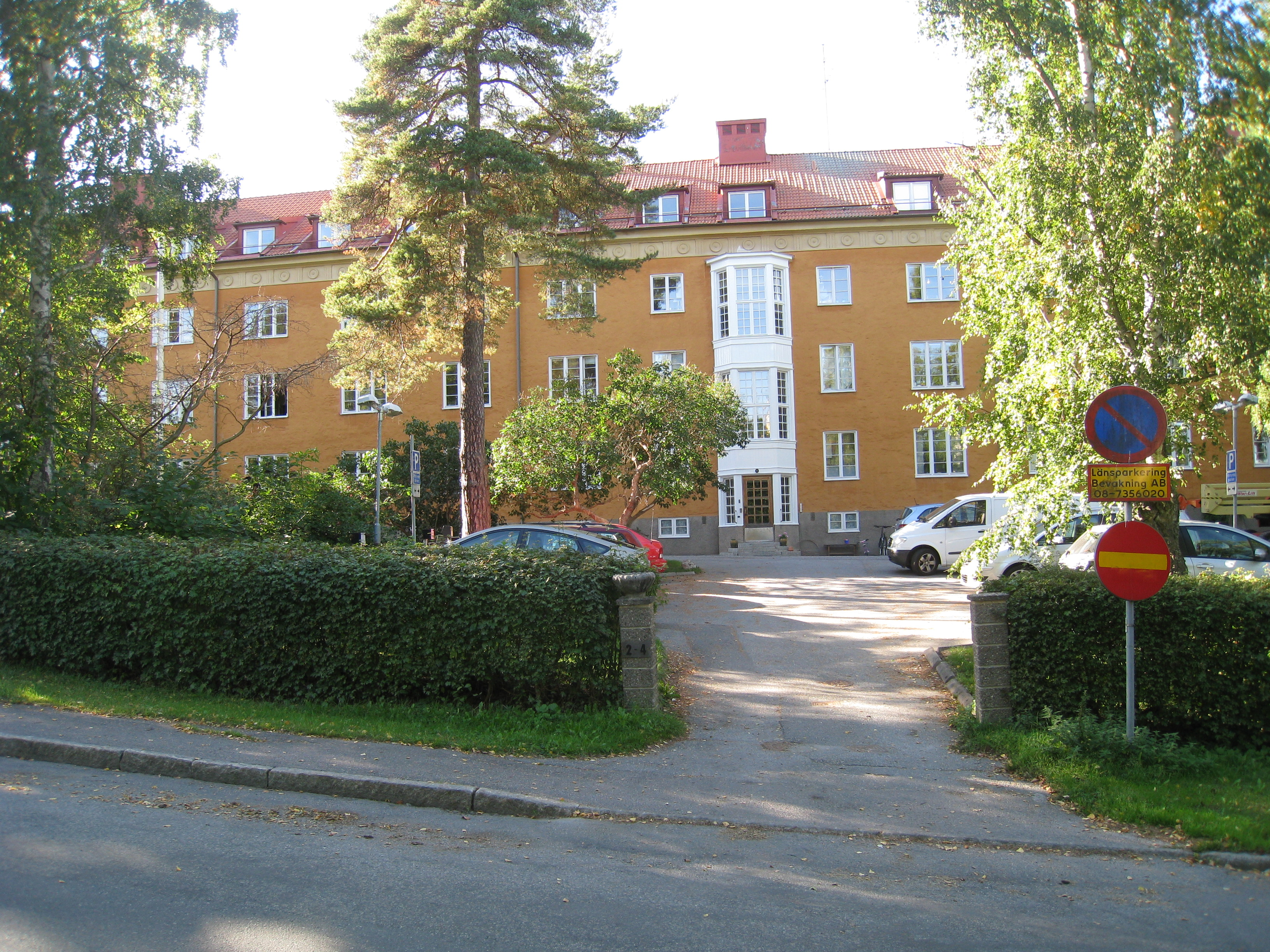
Lärarinnehemmet Tennhjärtat, 2013.

Kvarteret Tennhjärtat i Smedslätten är ett lärarinnehem för pensionerade lärarinnor, som uppfördes 1926 efter arkitekt Sven Wallanders ritningar. Lärarinnehemmet ligger vid Herman Ygbergs väg 2-10 i Smedslätten, Bromma, väster om Stockholm.
Lärarinnehemmet Tennhjärtat är en monumental byggnad i tjugotalsklassicism. Tennhjärtat ligger i kvarteret Tennhjärtat 3 i backen en bit upp på Herman Ygbergs väg, som  leder till Smedslättstorget. Byggnaden ligger i stadsdelen Smedslätten, men alldeles vid gränsen till Äppelviken. Lärarinnehemmets monumentala stenbyggnad är 80 meter lång och 13 meter bred.

## Historik
På initiativ av folkskollärarinnan Emelie Andersson byggdes hemmet 1926 av HSB efter ritningar av arkitekt Sven Wallander. Huset uppfördes i en klassiserande stil, typisk för 1920-talets arkitektur. Lärarinnehemmets bostadsrättsinnehavare var till slutet av 1980-talet uteslutande pensionerade lärarinnor från stadens folkskolor. Numera kan även pensionärer med annan yrkesbakgrund bo där.
1926 bildades HSB:s första bostadsförening för äldre; den kallades för "Tennhjärtat", och bildades då HSB Stockholm byggde ett hem för pensionerade folkskollärarinnor i Smedslätten. Föreningen Brf Lärarinnehemmet i Stockholm har adress Herman Ygbergs väg 2-10. Föreningen uppfördes 1929 och omfattar 59 lägenheter.

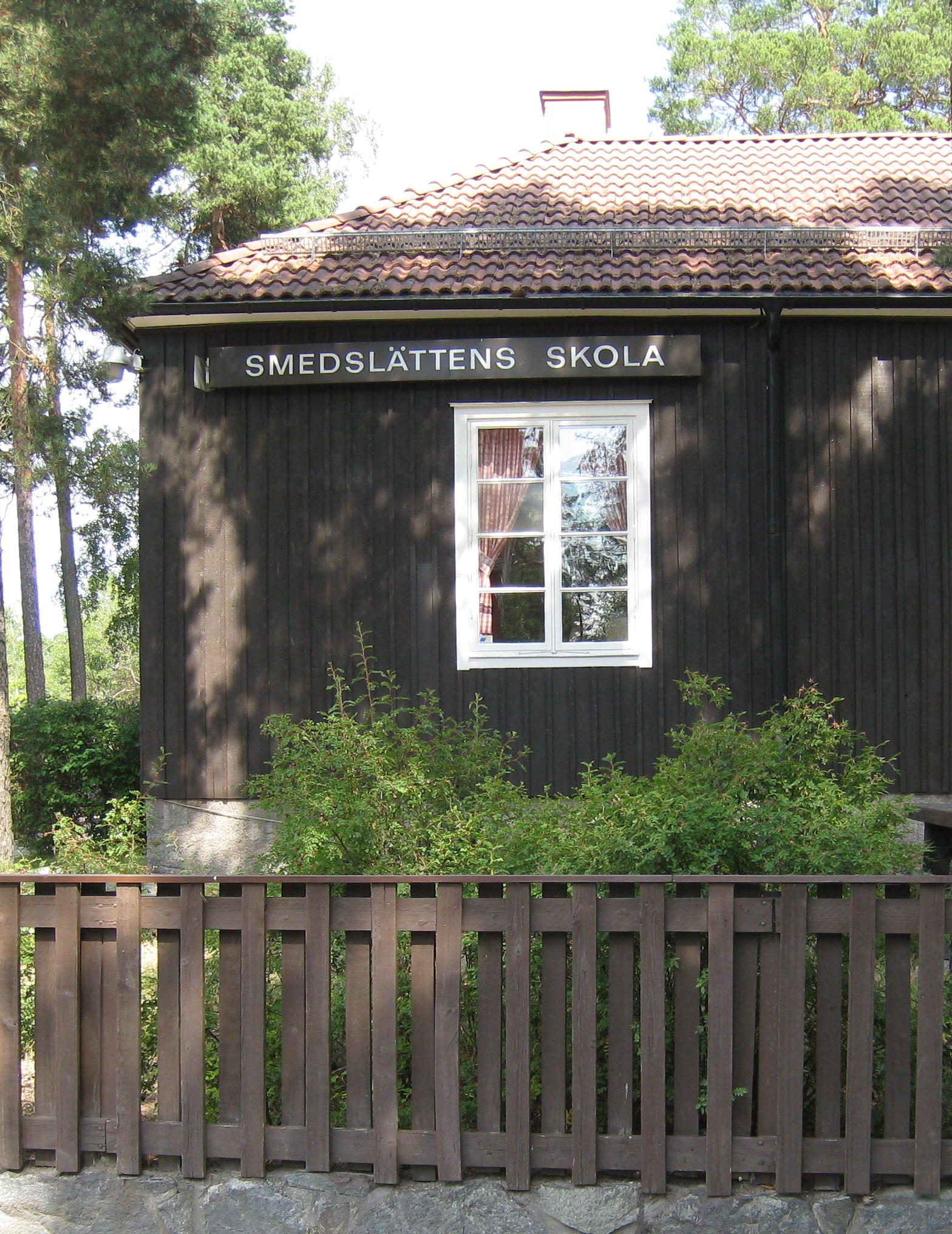
Smedslättsskolan på Drömstigen 32 ligger också i kvarteret Tennhjärtat.

I kvarteret Tennhjärtat, sydväst om Lärarinnehemmet, ligger Smedslättsskolan med adress Drömstigen 32. Skolbyggnaden i trä byggdes år 1923 några år före Lärarinnehemmet Tennhjärtat och ligger högst upp på höjden väster om Herman Ygbergs väg.
I kvarteret Tennhjärtat, väster om Lärarinnehemmet, ligger också en mer nybyggd fastighet, bostadsrättsföreningen Tennhjärtat, Brf Tennhjärtat, på adressen Herman Ygbergs väg 12-14, en skaftgata till Herman Ygbergs väg. Huset är ett flerfamiljshus med 24 lägenheter. Inflyttning skedde sommaren 1995. Arkitekt var Eva Björklund på Bostadslaget Eva Björklund Arkitektkontor AB.

## Arkitektur

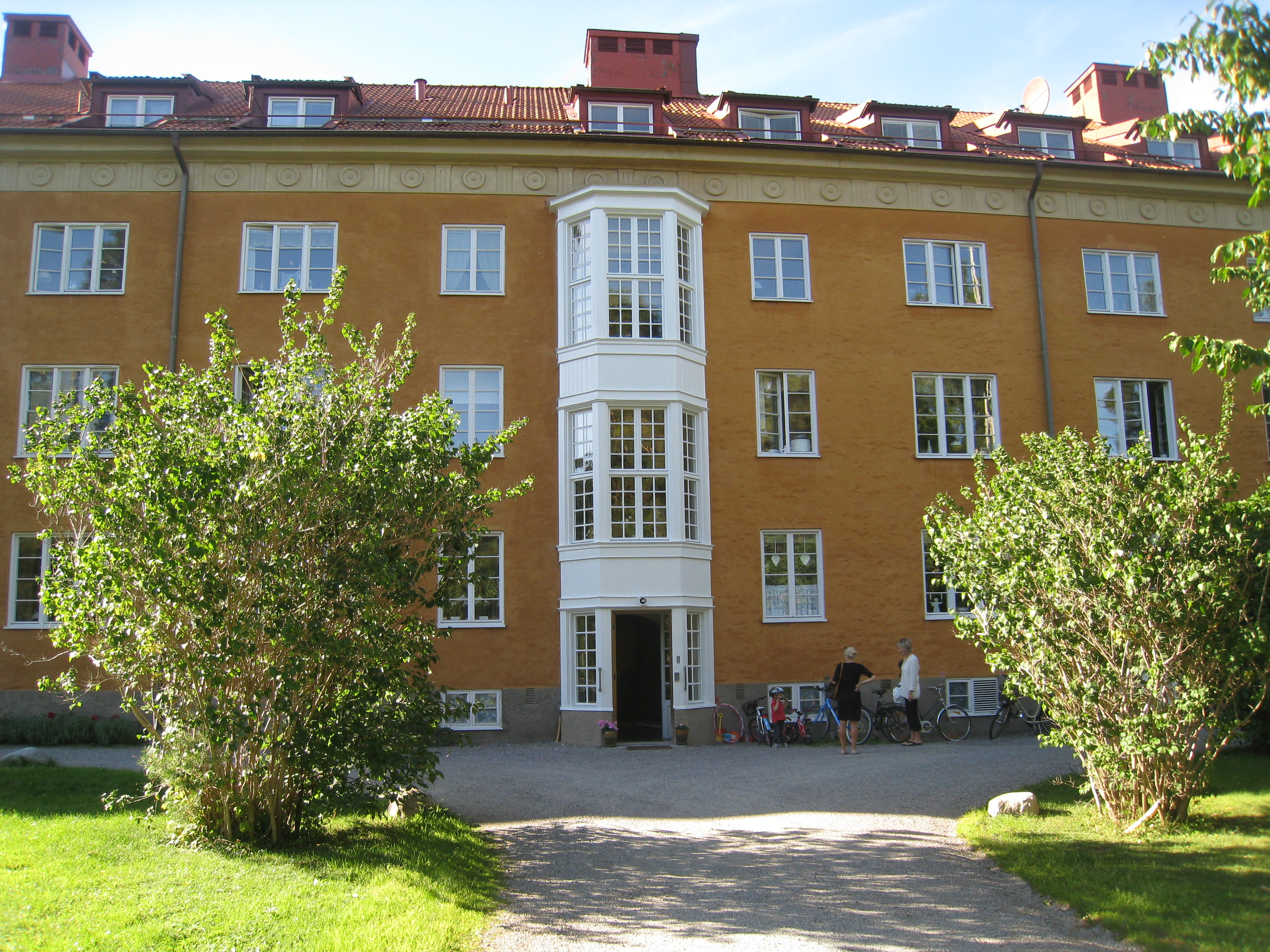
Byggnaden med fasad mot Herman Ygbergs väg.

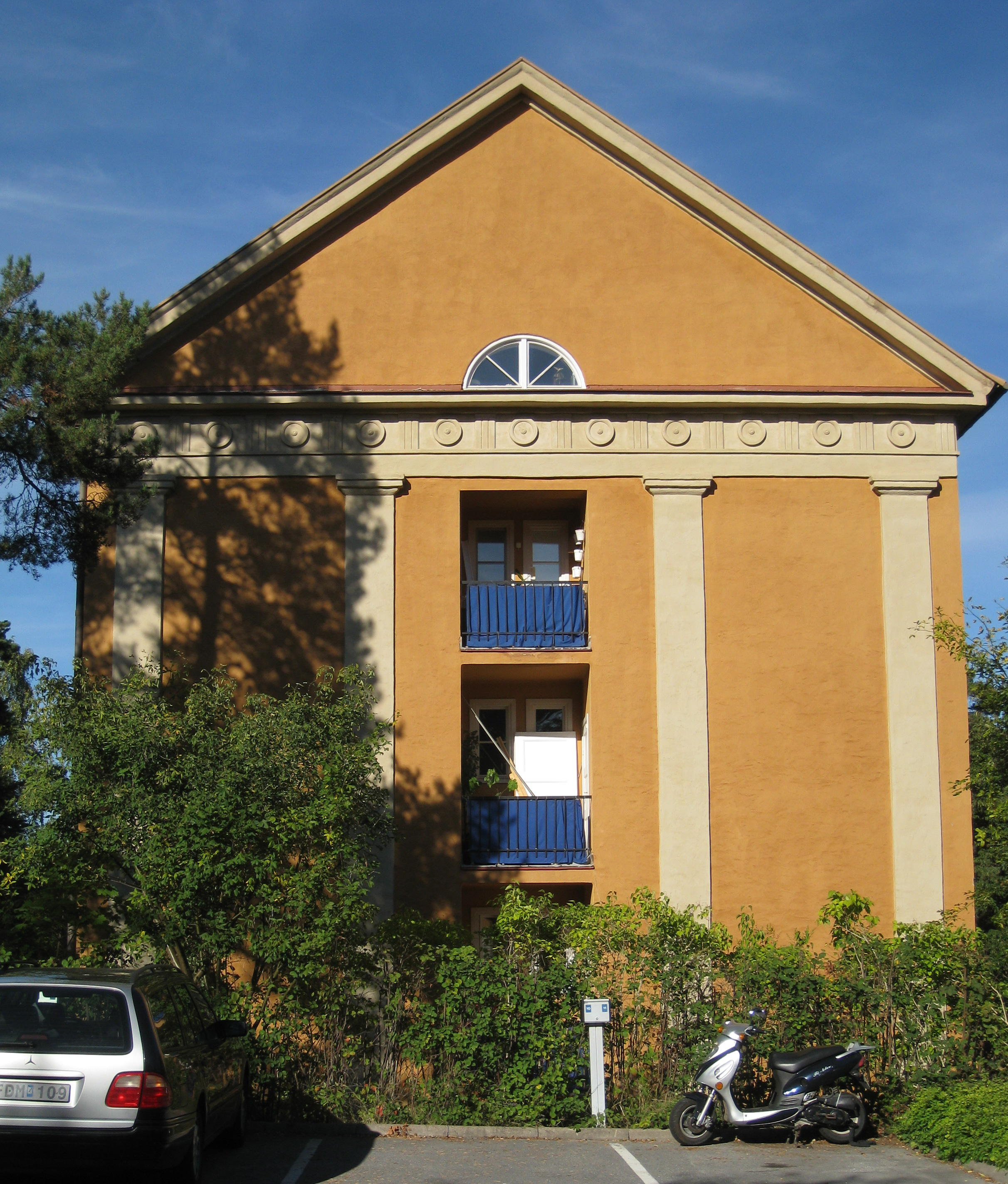
Den södra gavelfasaden med klassiskt gavelmotiv och pilastrar, de utskjutande väggpelarna.

Lärarinnehemmet Tennhjärtat är beläget på en höjd i det lugna villaområdet och ligger bakom glesa tallar. En parkliknande trädgård gav en värdig inramning åt den monumentala byggnaden. Runt omkring är terrängen kraftigt kuperad med slingrande gator och oregelbunden kvartersbildning. Byggnaden är uppförd som en friliggande länga i tre våningar. Huset är en stenbyggnad, som är 80 meter lång och med bredd på 13 meter. Huskroppen har en prägel av tjugotalsklassicism. Fasaderna har stramhet och regelbundenhet och de markeras av klassiska gavelmotiv och pilastrar. En horisontell fris löper dekorativt utmed takfoten. Taket är ett sadeltak och belagt med tvåkupigt rött taktegel. I sadeltaket är vindsvåningen, som har små utskjutande fönsterkupor. De spröjsade fönstren är ett tidstypiskt romantiskt inslag, och allt vittnar om ett välgjort hantverk i detaljerna.
Portarna är av ek och har utsnidade meanderslingor. De leder in till trappuppgångar i kalksten. Vid byggnationen gjorde man särskilda specialbeställningar. Ursprungligen fanns det hiss bara i en trappuppgång. Numera har man kompletterat med hissar i samtliga uppgångar. På grund av en halvtrappa eller källarvåning är hissarna inte direkt förbundna med entréplanet.
Ursprungligen rymde byggnaden sammanlagt 60 lägenheter, fördelade på 12 tvårumslägenheter och 48 enrumslägenheter. Senare har flera av de boende upplevt behovet av större lägenheter. Man slog då ihop ett antal enrummare till dubbletter. I medeltal är lägenhetsytorna 38,4 m², den mindre typen är cirka 30 m² och den större cirka 60 m².
Köksutrymmets storlek och utrustning motsvarade ett mellanting mellan kök och kokvrå för den tilltänkta kollektiva och därmed förenklade mathållningen. Man förutsatte att viss matlagning skulle kunna ske inom lägenheten. Det är idag snarare regel än undantag. Därför har flera köksutrymmen utvidgats vid ombyggnad.
I vindsvåningen och källarvåningen är kollektivanordningarna förlagda. En stor sällskapsvåning är belägen i vindsplanet, den är utformad så att den blivit den naturliga, vardagliga mötesplatsen för det sociala livet i huset. Vindsvåningen inrymmer också köksavdelning och matsal samt sällskapsrum och ett bibliotek. Här finns även syrum och vävstuga.

## Föreningen bildas
Uppropet var signerat Emelie Andersson, som var folkskollärarinna vid Jakobs folkskola i Stockholm, var den drivande kraften bakom lärarinnehemmets tillkomst. Uppropet gav startkapital inom loppet av tre månader. Föreningen "Hem för Stockholms pensionerade folkskollärarinnor" konstituerades den 23 maj 1923 och de vilande byggplanerna återupptogs. Första förslaget att lägga hemmet centralt i staden måste av flera skäl uppges. Till Stockholms stadsfullmäktige hemställde föreningen under våren 1923 att en angiven tomt i Smedslättens trädgårdsstad, med en tomtareal på 13.550 kvadratmeter, kostnadsfritt skulle upplåtas för det tilltänkta hemmet. Framställningen åberopar till exempel: "Vi önska bereda ett tryggat hem och nödvändig omvårdnad åt äldre kamrater efter avslutad lärarverksamhet, hänvisade som de är till en betydligt lägre inkomst än under tjänstetiden och tvungna att i den mån krafterna avta allt mer anlita främmande hjälp."

## Huset byggs
På initiativ från fastighetsnämndens ordförande borgarrådet Harry Sandberg, förklarade nämligen arkitekt Sven Wallander, en av HSB:s grundare och dess förste verkställande direktör, å HSB:s vägnar sig villig att låta uppföra byggnaden till självkostnadspris mot det att föreningen anslut sig som dotterförening till HSB. En dotterförening till HSB bildades 1925 under namnet Stockholms Pensionerade Folkskollärarinnors Bostadsförening u.p.a. och Lärarinnehemmet uppfördes på Herman Ygbergs väg i Smedslätten. Vägen har fått sitt namn efter stadsingenjör Herman Ygberg, som kom att spela en viktig roll för utformningen och genomförandet av stadens markpolitik.
År 1926 var Lärarinnehemmet färdigt att ta emot de första hyresgästerna. De flesta var pensionerade lärarinnor från Stockholms stads folkskolor, men även några som ännu tjänstgjorde. Dessutom tog hemmet emot några som ej hade tjänstgjort i skolor. Emelie Andersson, som var initiativtagaren, bodde dock aldrig själv på hemmet.